# Burr DeBenning
Burr DeBenning, (de son vrai nom Burris Franklin DeBenning Sr.), est un acteur américain né le 21 septembre 1936 à Seminole, en Oklahoma, aux (États-Unis) et décédé le 26 mai 2003 à San Luis Obispo en  Californie.

## Biographie

### Jeunesse
Fils de Monsieur et Madame M.J. DeBenning, le jeune Burris naît à Seminole mais grandira à Stillwater. Il poursuivra plus tard ses études supérieures de commerce à l'Université d'État de l'Oklahoma. En second cycle, il se dirige vers la section théâtre et change de vocation pour faire de la dramaturgie. Il jouera dans plusieurs pièces de théâtre. Après son service militaire au sein de l'US Air Force, il rejoint l'Université de New York où il obtiendra une maîtrise en arts dramatiques.

### Carrière
Son premier engagement professionnel sera dans une pièce de théâtre Off-Broadway qui se jouera pendant quatre jours. Il rejoindra ensuite une troupe professionnelle de Boston. Il commence une fructueuse carrière à la télévision au milieu des années 60 dans le soap C'est déjà demain (Search for Tomorrow). Il continuera dans les années 60, 70 et 80 souvent dans les seconds rôles de méchants. Si son nom n'est pas très connu, son visage reste très familier auprès des téléspectateurs.

### Vie personnelle
Il a été marié à l'actrice Susan Silo.

## Filmographie

### Au cinéma
- 1967 : Le sable était rouge (Beach Red) de Cornel Wilde : Egan
- 1968 : Sweet November de Robert Ellis Miller : Clem Batchman
- 1972 : J.C (en) de William F. McGaha : Dan Martin
- 1976 : Monsieur St. Ives (St. Ives) de Jack Lee Thompson : Officier Fran
- 1977 : Le Monstre qui vient de l'espace (The Incredible Melting Man) de William Sachs : Docteur Ted Nelson
- 1978 : The House of the Dead de Sharron Miller : Growski

- 1980 : La Chasse (Cruising) de William Friedkin : Rôle sans nom
- 1981 : Wolfen de Michael Wadleigh : Voix de l'ESS
- 1986 : Armés pour répondre (Armed Response) de Fred Olen Ray : Lieutenant Sanderson
- 1988 : L'échiquier de la mort (The Game) de Colin McKay : Agent fédéral
- 1989 : L'Enfant du cauchemar (A Nightmare on Elm Street: The Dream Child) de Stephen Hopkins : Monsieur Jordan
- 1992 : Love Field de Jonathan Kaplan : L'annonceur

### À la télévision
- 1965 : C'est déjà demain (Search for Tomorrow) : Docteur Nick Hunter
- 1966 : Le Cheval de fer (The Iron Horse) : Curley Webb
- 1967 : Match contre la vie (Run for Your Life) : J.B. Flowers
- 1967 : Judd for the Defense : Richard Youngert
- 1967 : Custer : Uvalde
- 1968 : Cimarron : Emmet Lloyd
- 1968 : Les Bannis (The Outcasts) : Lieutenant
- 1968 Le Virginien saison 7 épisode 09 (The storm gate) : Jason Oaks
- 1969 : Ranch L (Lancer) : Isham
- 1969 Le Virginien saison 8 épisode 12 (Journey to Scathelock) : Orrey Hills
- 1974: Columbo : (Saison 4 épisode 3) : Capitaine Loomis

1977 la petite maison dans la prairie : saison 4 épisode 7 : Dr Asa T Logan
- 1978 : Le Retour du capitaine Nemo (The Return of Captain Nemo) (TV) : Jim Porterez